# Aconitum sinonapelloides
Aconitum sinonapelloides är en ranunkelväxtart som beskrevs av Wen Tsai Wang. Aconitum sinonapelloides ingår i släktet stormhattar, och familjen ranunkelväxter.

## Underarter
Arten delas in i följande underarter:
- A. s. subulatum
- A. s. weisiense